# The Rest of New Order
The Rest of New Order è un album di remix del gruppo musicale britannico New Order, pubblicato nel 1995.

## Tracce
- CD

1. World (Perfecto Mix) – 7:27
2. Blue Monday (Hardfloor Mix) – 8:35
3. True Faith (Shep Pettibone Remix) – 9:02
4. Confusion (Pump Panel Reconstruction Mix) – 10:12
5. Touched by the Hand of God (Biff & Memphis Remix) – 10:00
6. Bizarre Love Triangle (Armand van Helden Mix) – 8:59
7. Ruined in a Day (K-Klass Remix) – 6:13
8. Regret (Fire Island Remix) – 7:07
9. Age of Consent (Howie B Remix) – 5:23
10. Spooky (Magimix) – 6:58

- Cassetta

1. World (Perfecto Mix) – 7:27
2. Blue Monday (Hardfloor Mix) – 8:35
3. True Faith (Shep Pettibone Remix) – 9:02
4. Confusion (Pump Panel Reconstruction Mix) – 10:12
5. Touched by the Hand of God (Biff & Memphis Remix) – 10:00
6. Bizarre Love Triangle (Armand van Helden Mix) – 8:59
7. Everything's Gone Green (Dave Clarke Remix) – 5:31
8. Ruined in a Day (K–Klass Remix) – 6:13
9. Regret (Fire Island Remix) – 7:07
10. Temptation (CJ Bolland Remix) – 7:41
11. Age of Consent (Howie B Remix) – 5:23